# Список депутатов Парламента Молдовы VIII созыва (2010—2014)
Список депутатов Парламента Республики Молдова VIII созыва, избранных на досрочных выборах 28 ноября 2010 года и действовавших до 30 ноября 2014.

## Резюме
Парламент Республики Молдова XIX созыва был сформирован по итогам учредительного заседания 11 января 2011, после утверждения результатов досрочных парламентских выборов 28 ноября 2010. Депутат от ДПМ Мариан Лупу был избран председателем парламента, вице-председателями парламента стали Лилиана Палихович (ЛДПМ), Олег Бодруг (ЛПМ) и Сергей Сырбу (ПКРМ).
30 декабря 2010 было подписано Соглашение о создании Альянса за европейскую интеграцию II, учреждённого Либерально-демократической партией, Демократической партией и Либеральной партией. 14 января 2011 данные партии сформировали правительство во главе с Владимиром Филатом, в состав которого вошли 4 депутата от ЛДПМ, 4 депутата от ДПМ и один депутат от ЛПМ, сложившие с себя полномочия депутатов в пользу министерских портфелей.
30 мая 2013, после политического кризиса, который завершился отставками премьер-министра Владимира Филата и спикера парламента Мариана Лупу, была сформирована Проевропейская коалиция, и в тот же день правительство возглавил Юрий Лянкэ, а спикером парламента был избран Игорь Корман. В новую правящую коалицию вошли Либерально-демократическая партия Молдовы, Демократическая партия Молдовы и Группа либеральных реформ, которая позже стала Партией либеральных реформ.

## Парламентские фракции
Структура Парламента к началу созыва:
| 42   | 32   | 15  | 12  |
| ПКРМ | ЛДПМ | ДПМ | ЛПМ |
| ---- | ---- | --- | --- |

Структура Парламента к концу созыва:
| 34   | 30   | 15  | 10                 | 7    | 5   |
| ПКРМ | ЛДПМ | ДПМ | неприсоединившиеся | ЛРПМ | ЛПМ |
| ---- | ---- | --- | ------------------ | ---- | --- |

## Список депутатов
| №   | Фамилия, Имя         | Место жительства               | Год рождения | Партия | Деятельность |
| 1   | Владимир Воронин     | Кишинёв                        | 1941         | ПКРМ   | инженер-экономист, государственный и политический деятель, Президент Республики Молдова (2001—2009), депутат парламента Республики Молдова |
| 2   | Зинаида Гречаный     | Кишинёв                        | 1956         | ПКРМ   | экономист, депутат парламента Республики Молдова                                                                                           |
| 3   | Юрий Мунтян          | Кишинёв                        | 1972         | ПКРМ   | экономист, депутат парламента Республики Молдова                                                                                           |
| 4   | Мария Постойко       | Кишинёв                        | 1950         | ПКРМ   | юрист, депутат парламента Республики Молдова                                                                                               |
| 5   | Марк Ткачук          | Кишинёв                        | 1966         | ПКРМ   | историк, депутат парламента Республики Молдова                                                                                             |
| 6   | Игорь Додон          | Кишинёв                        | 1975         | ПКРМ   | экономист, депутат парламента Республики Молдова                                                                                           |
| 7   | Вадим Мишин          | Кишинёв                        | 1945         | ПКРМ   | юрист, депутат парламента Республики Молдова                                                                                               |
| 8   | Владимир Витюк       | Бельцы                         | 1972         | ПКРМ   | экономист, депутат парламента Республики Молдова                                                                                           |
| 9   | Ирина Влах           | Комрат, Гагаузия               | 1974         | ПКРМ   | юрист, депутат парламента Республики Молдова                                                                                               |
| 10  | Григорий Петренко    | Кишинёв                        | 1980         | ПКРМ   | экономист, депутат парламента Республики Молдова                                                                                           |
| 11  | Галина Балмош        | Страшены                       | 1961         | ПКРМ   | филолог, депутат парламента Республики Молдова                                                                                             |
| 12  | Анатолий Загородный  | Хынчешты                       | 1973         | ПКРМ   | юрист, депутат парламента Республики Молдова                                                                                               |
| 13  | Виолета Иванова      | Кишинёв                        | 1967         | ПКРМ   | инженер-эколог, депутат парламента Республики Молдова                                                                                      |
| 14  | Василий Шова         | Кишинёв                        | 1959         | ПКРМ   | юрист, депутат парламента Республики Молдова                                                                                               |
| 15  | Сергей Сырбу         | Кишинёв                        | 1980         | ПКРМ   | юрист, менеджер |
| 16  | Оксана Доменти       | Кишинёв                        | 1972         | ПКРМ   | экономист, депутат парламента Республики Молдова                                                                                           |
| 17  | Зинаида Киструга     | Кишинёв                        | 1954         | ПКРМ   | педагог, депутат парламента Республики Молдова                                                                                             |
| 18  | Мирон Гагауз         | Кишинёв                        | 1954         | ПКРМ   | инженер, директор Железной дороги Молдовы                                                                                                  |
| 19  | Василий Панчук       | Бельцы                         | 1949         | ПКРМ   | инженер, примар муниципия Бельцы |
| 20  | Алла Мироник         | Кишинёв                        | 1941         | ПКРМ   | педагог, депутат парламента Республики Молдова                                                                                             |
| 21  | Александр Банников   | Кишинёв                        | 1962         | ПКРМ   | инженер, предприниматель |
| 22  | Михаил Полянский     | Кишинёв                        | 1980         | ПКРМ   | антрополог, политический деятель |
| 23  | Сергей Стати         | Кишинёв                        | 1961         | ПКРМ   | историк, политический деятель |
| 24  | Зураб Тодуа          | Шолданешты                     | 1963         | ПКРМ   | историк, предприниматель |
| 25  | Анатолий Горилэ      | Кагул                          | 1960         | ПКРМ   | инженер-механик, политический деятель |
| 26  | Елена Боднаренко     | Сороки                         | 1965         | ПКРМ   | экономист, депутат парламента Республики Молдова                                                                                           |
| 27  | Константин Старыш    | Кишинёв                        | 1971         | ПКРМ   | журналист, предприниматель |
| 28  | Вячеслав Бондарь     | Анений-Ной                     | 1960         | ПКРМ   | менеджер, предприниматель |
| 29  | Вероника Абрамчук    | Кишинёв                        | 1958         | ПКРМ   | историк, депутат парламента Республики Молдова                                                                                             |
| 30  | Олег Рейдман         | Кишинёв                        | 1952         | ПКРМ   | радиофизик, депутат парламента Республики Молдова                                                                                          |
| 31  | Эдуард Мушук         | Кишинёв                        | 1975         | ПКРМ   | экономист, депутат парламента Республики Молдова                                                                                           |
| 32  | Владимир Еремчук     | с. Липник, Окницкий район      | 1951         | ПКРМ   | медик-санитар, депутат парламента Республики Молдова                                                                                       |
| 33  | Олег Гаризан         | с. Копчак, Гагаузия            | 1971         | ПКРМ   | историк, депутат парламента Республики Молдова                                                                                             |
| 34  | Олег Бабенко         | Кишинёв                        | 1968         | ПКРМ   | историк, депутат парламента Республики Молдова                                                                                             |
| 35  | Виктор Мындру        | Кишинёв                        | 1959         | ПКРМ   | инженер-технолог, депутат парламента Республики Молдова                                                                                    |
| 36  | Сергей Филипов       | Тараклия                       | 1965         | ПКРМ   | врач, примар Тараклии |
| 37  | Артур Решетников     | Кишинёв                        | 1975         | ПКРМ   | юрист, предприниматель |
| 38  | Инна Шупак           | Бессарабка                     | 1984         | ПКРМ   | антрополог, депутат парламента Республики Молдова                                                                                          |
| 39  | Татьяна Ботнарюк     | Дондюшаны                      | 1967         | ПКРМ   | педагог, депутат парламента Республики Молдова                                                                                             |
| 40  | Александр Петков     | Кишинёв                        | 1972         | ПКРМ   | историк, политолог |
| 41  | Георгий Попа         | Кантемир                       | 1956         | ПКРМ   | инженер-экономист, политический деятель |
| 42  | Георгий Ангел        | Штефан-Водэ                    | 1959         | ПКРМ   | юрист, примар Штефан-Водэ |
| 43  | Владимир Филат       | Кишинёв                        | 1969         | ЛДПМ   | юрист, премьер-министр Республики Молдова                                                                                                  |
| 44  | Александр Тэнасе     | Кишинёв                        | 1971         | ЛДПМ   | юрист, министр юстиции |
| 45  | Михай Годя           | Кишинёв                        | 1974         | ЛДПМ   | историк, депутат парламента Республики Молдова                                                                                             |
| 46  | Лилиана Палихович    | Кишинёв                        | 1971         | ЛДПМ   | историк, депутат парламента Республики Молдова                                                                                             |
| 47  | Юрий Лянкэ           | Яловены                        | 1963         | ЛДПМ   | дипломат, министр иностранных дел и европейской интеграции                                                                                 |
| 48  | Григорий Белостечник | Кишинёв                        | 1960         | ЛДПМ   | экономист, специалист по маркетингу, академик, ректор Академии экономического образования Республики Молдова                               |
| 49  | Владимир Хотиняну    | Кишинёв                        | 1950         | ЛДПМ   | врач, министр здравоохранения |
| 50  | Николай Журавский    | Кишинёв                        | 1964         | ЛДПМ   | спортсмен, председатель Олимпийского комитета Молдавии                                                                                     |
| 51  | Юрий Цап             | Флорешты                       | 1955         | ЛДПМ   | педагог, депутат парламента Республики Молдова                                                                                             |
| 52  | Лилия Болокан        | Кишинёв                        | 1972         | ЛДПМ   | историк, государственный деятель |
| 53  | Валерий Гилецкий     | Кишинёв                        | 1960         | ЛДПМ   | радиоинженер, депутат парламента Республики Молдова                                                                                        |
| 54  | Михаил Шляхтицкий    | Бельцы                         | 1956         | ЛДПМ   | педагог, депутат парламента Республики Молдова                                                                                             |
| 55  | Ангел Агаке          | Кишинёв                        | 1976         | ЛДПМ   | экономист, депутат парламента Республики Молдова                                                                                           |
| 56  | Ион Балан            | с. Лингура, Кантемирский район | 1962         | ЛДПМ   | агроном, депутат парламента Республики Молдова                                                                                             |
| 57  | Тудор Делиу          | Кишинёв                        | 1955         | ЛДПМ   | филолог, депутат парламента Республики Молдова                                                                                             |
| 58  | Вячеслав Ионицэ      | Кишинёв                        | 1973         | ЛДПМ   | экономист, депутат парламента Республики Молдова                                                                                           |
| 59  | Валерий Стрелец      | Кишинёв                        | 1970         | ЛДПМ   | юрист, депутат парламента Республики Молдова                                                                                               |
| 60  | Семён Фурдуй         | Кишинёв                        | 1963         | ЛДПМ   | педагог, депутат парламента Республики Молдова                                                                                             |
| 61  | Кирилл Лучинский     | Кишинёв                        | 1970         | ЛДПМ   | дипломат, общественный деятель |
| 62  | Георгий Мокану       | с. Молешты, Яловенский район   | 1982         | ЛДПМ   | экономист, общественный деятель |
| 63  | Григорий Кобзак      | Хынчешты                       | 1959         | ЛДПМ   | инженер-строитель, депутат парламента Республики Молдова                                                                                   |
| 64  | Александр Чимбричук  | Сороки                         | 1968         | ЛДПМ   | юрист, депутат парламента Республики Молдова                                                                                               |
| 65  | Ион Бутмалай         | Кагул                          | 1964         | ЛДПМ   | юрист, депутат парламента Республики Молдова                                                                                               |
| 66  | Геннадий Чобану      | Кишинёв                        | 1957         | ЛДПМ   | композитор, депутат парламента Республики Молдова                                                                                          |
| 67  | Николай Олару        | с. Сырково, Резинский район    | 1958         | ЛДПМ   | историк, депутат парламента Республики Молдова                                                                                             |
| 68  | Иван Ионаш           | Кишинёв                        | 1956         | ЛДПМ   | инженер-конструктор, депутат парламента Республики Молдова                                                                                 |
| 69  | Нае-Симион Плешка    | Кишинёв                        | 1955         | ЛДПМ   | филолог, публицист |
| 70  | Анатолий Димитриу    | Кишинёв                        | 1973         | ЛДПМ   | юрист, консультант |
| 71  | Мария Чобану         | Ниспорены                      | 1953         | ЛДПМ   | педагог, преподаватель |
| 72  | Пётр Влах            | Комрат, Гагаузия               | 1970         | ЛДПМ   | юрист, депутат Народного Собрания Гагаузии                                                                                                 |
| 73  | Андрей Вакарчук      | Чимишлия                       | 1952         | ЛДПМ   | агроном, председатель Чимишлийского районного совета                                                                                       |
| 74  | Пётр Штирбате        | Оргеев                         | 1960         | ЛДПМ   | врач, общественный деятель |
| 75  | Мариан Лупу          | Кишинёв                        | 1966         | ДПМ    | экономист, депутат парламента Республики Молдова                                                                                           |
| 76  | Владимир Плахотнюк   | Кишинёв                        | 1966         | ДПМ    | инженер, предприниматель |
| 77  | Валерий Лазэр        | Кишинёв                        | 1968         | ДПМ    | инженер-механик, вице-премьер-министр, министр экономики Республики Молдова                                                                |
| 78  | Игорь Корман         | Кишинёв                        | 1969         | ДПМ    | историк, депутат парламента Республики Молдова                                                                                             |
| 79  | Дмитрий Дьяков       | Кишинёв                        | 1952         | ДПМ    | журналист, депутат парламента Республики Молдова                                                                                           |
| 80  | Марчел Рэдукан       | Кишинёв                        | 1967         | ДПМ    | инженер-механик, министр регионального развития и строительства                                                                            |
| 81  | Андриан Канду        | Кишинёв                        | 1975         | ДПМ    | юрист, предприниматель |
| 82  | Валентина Булига     | Кишинёв                        | 1961         | ДПМ    | фармацевт, министр труда, социальной защиты и семьи                                                                                        |
| 83  | Павел Филип          | Кишинёв                        | 1966         | ДПМ    | инженер-механик, предприниматель |
| 84  | Василий Ботнарь      | Кишинёв                        | 1975         | ДПМ    | экономист, предприниматель |
| 85  | Александр Стояногло  | Кишинёв                        | 1967         | ДПМ    | юрист, депутат парламента Республики Молдова                                                                                               |
| 86  | Раиса Апостольски    | Кишинёв                        | 1964         | ДПМ    | юрист, адвокат |
| 87  | Юрий Болбочану       | Кишинёв                        | 1959         | ДПМ    | экономист |
| 88  | Валерий Гума         | Кишинёв                        | 1964         | ДПМ    | экономист, депутат парламента Республики Молдова                                                                                           |
| 89  | Анатолий Гилаш       | Кишинёв                        | 1957         | ДПМ    | инженер, депутат парламента Республики Молдова                                                                                             |
| 90  | Михай Гимпу          | Кишинёв                        | 1951         | ЛПМ    | юрист, депутат парламента Республики Молдова                                                                                               |
| 91  | Анатолий Шалару      | Кишинёв                        | 1962         | ЛПМ    | врач, министр транспорта и дорожной инфраструктуры                                                                                         |
| 92  | Корина Фусу          | Кишинёв                        | 1959         | ЛПМ    | журналист, депутат парламента Республики Молдова                                                                                           |
| 93  | Ион Хадыркэ          | Кишинёв                        | 1949         | ЛПМ    | филолог, писатель, член Союза писателей Республики Молдова, депутат парламента Республики Молдова                                          |
| 94  | Валерий Мунтяну      | с. Флорены, Новоаненский район | 1980         | ЛПМ    | юрист, депутат парламента Республики Молдова                                                                                               |
| 95  | Олег Бодруг          | Кишинёв                        | 1965         | ЛПМ    | физик, депутат парламента Республики Молдова                                                                                               |
| 96  | Борис Виеру          | Кишинёв                        | 1957         | ЛПМ    | филолог, депутат парламента Республики Молдова                                                                                             |
| 97  | Владимир Лупан       | Кишинёв                        | 1971         | ЛПМ    | дипломат, физик |
| 98  | Виктор Попа          | Кишинёв                        | 1949         | ЛПМ    | юрист, преподаватель |
| 99  | Вадим Кожокару       | Кишинёв                        | 1961         | ЛПМ    | экономист, депутат парламента Республики Молдова                                                                                           |
| 100 | Анна Гуцу            | Кишинёв                        | 1962         | ЛПМ    | филолог, депутат парламента Республики Молдова                                                                                             |
| 101 | Георгий Брега        | Кишинёв                        | 1951         | ЛПМ    | врач, депутат парламента Республики Молдова                                                                                                |

## Изменения в депутатском корпусе
- Григорий Белостечник (ЛДПМ) → отставка в связи с продолжением полномочий ректора Академии экономического образования Республики Молдова, мандат передан Семёну Грищуку[6]
- Лилия Болокан (ЛДПМ) → отставка в связи с назначением директором Государственного агентства интеллектуальной собственности, мандат передан Виктору Бодю[6]
- Владимир Филат (ЛДПМ) → отставка в связи с продолжением полномочий премьер-министра, мандат передан Елене Фрумосу[6]
- Юрий Лянкэ (ЛДПМ) → отставка в связи с продолжением полномочий министра иностранных дел и европейской интеграции, мандат передан Марии Насу[6]
- Александр Тэнасе (ЛДПМ) → отставка в связи с продолжением полномочий министра юстиции, мандат передан Юрию Апостолаки[6]
- Михаил Шляхтицкий (ЛДПМ) → отставка в связи с назначением министром просвещения, мандат передан Юрию Киореску[6]
- Виктор Бодю (ЛДПМ) → отставка в связи с назначением генеральным секретарём правительства, мандат передан Лилиану Запорожану[7][8]
- Григорий Кобзак (ЛДПМ) → отставка в связи с избранием председателем Хынчештского района, мандат передан Юрию Тома[9][10]
- Юрий Тома (ЛДПМ) → отставка в связи с избранием председателем Унгенского района, мандат передан Георгию Фокше[11][12][13]
- Иван Ионаш (ЛДПМ) → прекращение полномочий в связи со смертью[14]
- Валентина Булига (ДПМ) → отставка в связи с продолжением полномочий министра труда, социальной защиты и семьи, мандат передан Стелле Жантуан[6]
- Павел Филип (ДПМ) → отставка в связи с назначением министром информационных технологий и связи, мандат передан Олегу Сырбу[6]
- Валерий Лазэр (ДПМ) → отставка в связи с продолжением полномочий вице-премьер-министра и министра экономики Республики Молдова, мандат передан Валентине Стратан[6]
- Марчел Рэдукан (ДПМ) → отставка в связи с продолжением полномочий министра регионального развития и строительства, мандат передан Георгию Брашовскому[6]
- Анатолий Гилаш (ДПМ) → отставка в связи с назначением генеральным директором Агентства по земельным отношениям и кадастру, мандат передан Олегу Цуле[15][16][17]
- Василий Ботнарь (ДПМ) → отставка в связи с назначением министром транспорта и дорожной инфраструктуры, мандат передан Михаилу Солкану[18][19][20][21]
- Владимир Плахотнюк (ДПМ) → отставка по собственному желанию, мандат передан Иону Стратулату[22][23][24]
- Валерий Гума (ДПМ) → отставка по собственному желанию, мандат передан Валерию Табуйке[25][26][27]
- Андриан Канду (ДПМ) → отставка в связи с назначением вице-премьер-министром и министром экономики Республики Молдова, мандат передан Дмитрию Годороже[28][29][30][31]
- Владимир Еремчук (ПКРМ) → прекращение полномочий в связи со смертью, мандат передан Геннадию Моркову[6][32]
- Василий Панчук (ПКРМ) → отставка в связи с избранием примаром муниципия Бельцы, мандат передан Михаилу Мокану[33][34]
- Елена Боднаренко (ПКРМ) → отставка в связи с избранием примаром Сорок, мандат передан Игорю Время[34][35]
- Сергей Филипов (ПКРМ) → отставка в связи с избранием примаром Тараклии, мандат передан Иону Чебану[34][35]
- Зинаида Киструга (ПКРМ) → прекращение полномочий в связи со смертью, мандат передан Михаилу Барбулату[36][37][38]
- Марк Ткачук (ПКРМ) → отставка по собственному желанию, мандат передан Владимиру Тельнову[39][40][41]
- Анатолий Шалару (ЛПМ) → отставка в связи с продолжением полномочий министра транспорта и дорожной инфраструктуры, мандат передан Валерию Сахарняну[6]
- Владимир Лупан (ЛПМ) → отставка в связи с назначением постоянным представителем Республики Молдова при ООН, мандат передан Валерию Немеренко[42][43][44][45]
- Валерий Немеренко (ЛПМ) → отставка в связи с возобновлением работы претором сектора Буюканы муниципия Кишинёв, мандат передан Анатолию Архире[46][47][48]
- Виктор Попа (ЛПМ) → отставка в связи с назначением судьёй Конституционного суда Республики Молдова, мандат передан Вадиму Вакарчуку[49][50][51][52]

## Новые депутаты
| №  | Фамилия, Имя       | Место жительства               | Год рождения | Партия | Деятельность                                               |
| 1  | Елена Фрумосу      | Криуляны                       | 1968         | ЛДПМ   | историк, политический деятель                              |
| 2  | Юрий Апостолаки    | с. Варница, Новоаненский район | 1960         | ЛДПМ   | инженер, предприниматель                                   |
| 3  | Семён Грищук       | с. Микауцы, Страшенский район  | 1977         | ЛДПМ   | юрист, предприниматель                                     |
| 4  | Мария Насу         | Шолданешты                     | 1956         | ЛДПМ   | педагог, преподаватель                                     |
| 5  | Юрий Киореску      | Кишинёв                        | 1979         | ЛДПМ   | политолог, преподаватель                                   |
| 6  | Виктор Бодю        | Кишинёв                        | 1971         | ЛДПМ   | экономист, государственный деятель                         |
| 7  | Лилиан Запорожан   | Глодяны                        | 1977         | ЛДПМ   | юрист, государственный деятель                             |
| 8  | Юрий Тома          | Унгены                         | 1971         | ЛДПМ   | педагог, председатель Унгенского района                    |
| 9  | Георгий Фокша      | Леова                          | 1960         | ЛДПМ   | инженер, примар Леовы                                      |
| 10 | Стелла Жантуан     | Кишинёв                        | 1966         | ДПМ    | историк, социолог                                          |
| 11 | Олег Сырбу         | Единец                         | 1967         | ДПМ    | агроном, предприниматель                                   |
| 12 | Валентина Стратан  | Кишинёв                        | 1962         | ДПМ    | фельдшер-санитар, политический деятель                     |
| 13 | Георгий Брашовский | Сынжерей                       | 1964         | ДПМ    | агроном, примар Сынжерей                                   |
| 14 | Олег Цуля          | Кишинёв                        | 1980         | ДПМ    | политолог, государственный деятель                         |
| 15 | Михаил Солкан      | Кишинёв                        | 1963         | ДПМ    | экономист, преподаватель                                   |
| 16 | Ион Стратулат      | Оргеев                         | 1946         | ДПМ    | инженер-экономист, государственный деятель                 |
| 17 | Валерий Табуйка    | Окница                         | 1965         | ДПМ    | инженер-конструктор, предприниматель                       |
| 18 | Дмитрий Годорожа   | Кишинёв                        | 1976         | ДПМ    | инженер-технолог, государственный деятель                  |
| 19 | Геннадий Морков    | Дрокия                         | 1965         | ПКРМ   | врач, преподаватель, депутат парламента Республики Молдова |
| 20 | Михаил Мокан       | Кишинёв                        | 1962         | ПКРМ   | юрист, политолог                                           |
| 21 | Игорь Время        | Кишинёв                        | 1973         | ПКРМ   | юрист, адвокат                                             |
| 22 | Ион Чебан          | Кишинёв                        | 1980         | ПКРМ   | математик, политический деятель                            |
| 23 | Михаил Барбулат    | Кишинёв                        | 1971         | ПКРМ   | педагог-дирижёр, филолог                                   |
| 24 | Владимир Тельнов   | Кишинёв                        | 1976         | ПКРМ   | географ, политический деятель                              |
| 25 | Валерий Сахарняну  | Кишинёв                        | 1952         | ЛПМ    | журналист, политический деятель                            |
| 26 | Валерий Немеренко  | Кишинёв                        | 1959         | ЛПМ    | юрист, государственный деятель                             |
| 27 | Анатолий Архире    | Унгены                         | 1956         | ЛПМ    | инженер, государственный деятель                           |
| 28 | Вадим Вакарчук     | Бельцы                         | 1972         | ЛПМ    | педагог, тренер                                            |

## Изменение партийной принадлежности
- Сергей Сырбу: ПКРМ → неприсоединившиеся → ДПМ
- Вероника Абрамчук, Игорь Додон, Зинаида Гречаный, Олег Бабенко, Татьяна Ботнарюк, Вадим Мишин, Ион Чебан: ПКРМ → неприсоединившиеся
- Михай Годя, Вячеслав Ионицэ: ЛДПМ → неприсоединившиеся
- Ион Хадыркэ, Анатолий Архире, Олег Бодруг, Вадим Кожокару, Анна Гуцу, Валерий Сахарняну, Вадим Вакарчук: ЛПМ → ЛРПМ
- Юрий Болбочану: ДПМ → неприсоединившиеся